# الکساندرا سیمونز دو ریدر
الکساندرا سیمونز دو ریدر (زادهٔ ۲۹ اکتبر ۱۹۶۳ میلادی) یک سوارکار زن اهل کشور آلمان است. وی در بازی‌های المپیک تابستانی ۲۰۰۰ در شهر سیدنی موفق به دریافت مدال طلا در بخش تیمی درساژ به همراه تیم ملی آلمان شد.